# Ебергард фон Ностіц
Граф Ебергард Артур фон Ностіц (нім. Eberhard Artur Graf von Nostitz; 15 лютого 1906, Берлін — 15 грудня 1983, Мюнхен) — німецький офіцер, оберст Генштабу вермахту, бригадний генерал бундесверу. Кавалер Німецького хреста в золоті.

## Біографія
В 1925 році вступив в рейхсвер. З 26 серпня 1939 року — 2-й офіцер Генштабу 269-ї піхотної дивізії. З 5 листопада 1939 року — 4-й офіцер Генштабу 18-ї армії. 20 квітня 1940 року переведений в Генштаб сухопутних військ. 1 травня 1941 року відправлений в резерв ОКГ. З 1 липня 1941 року — 1-й офіцер (начальник оперативного відділу) Генштабу 41-го армійського корпусу, з 15 лютого 1942 року — 7-ї танкової дивізії, з 8 березня по 1 травня 1942 року — 1-ї танкової дивізії. З 10 травня 1943 року — інструктор Військової академії. 15 лютого 1944 року знову відправлений в резерв ОКГ. 9 квітня 1944 року відряджений до начальника Генштабу сухопутних військ для особливих доручень. 1 травня 1944 року направлений на курс вищих офіцерів. З 20 липня 1944 року — начальник Генштабу 57-го армійського корпусу (одночасно 1-20 вересня виконував обов'язки командира 2-ї танкової дивізії), з 7 грудня 1944 року — 2-ї танкової армії.
Після Другої світової війни працював в організації Гелена і БНД. В 1950 році входив в експертну групу Гіммеродера, а в 1952 році став одним із співзасновників Товариства оборонної політики і безпеки.

## Нагороди
- Медаль «За вислугу років у Вермахті» 4-го і 3-го класу (12 років)
- Залізний хрест 2-го і 1-го класу
- Німецький хрест в золоті (3 червня 1943)
- Орден «За заслуги перед Федеративною Республікою Німеччина», командорський хрест